# Hornes
Hornes es una localidad española del municipio del Valle de Mena, perteneciente a la provincia de Burgos, en la comunidad autónoma de Castilla y León.

## Historia
A mediados del siglo XIX, el lugar, ya por entonces perteneciente al municipio de Valle de Mena, tenía contabilizada una población de 71 habitantes. Aparece descrito en el noveno volumen del Diccionario geográfico-estadístico-histórico de España y sus posesiones de Ultramar de Pascual Madoz de la siguiente manera: 

HORNES: l. en la prov., aud. terr. y c. g. de Burgos (20 leg.), dióc. de Santander (11), part. jud. de Villarcayo (6 1/2) y ayunt. titulado del valle de Mena (1). sit. en terreno llano algun tanto inclinado al SE.: el clima es templado y sano reinan principalmente los vientos NE., S. y O., y las enfermedades que con mas frecuencia se padecen, son fiebres catarrales, reumáticas y gástricas. Tiene 25 casas, escuela de primeras letras, concurrida por 50 niños, cuyo maestro carece de otra dotacion que la convenida con estos: 3 fuentes de muy buenas aguas dentro de la pobl. y muchísimas de igual calidad en el térm.; una igl. parr. (La Asunción) aneja de la de Villasana, servida por un cura párroco y un sacristan, siendo aquel de nombramiento del comendador de San Juan de Jerusalen, y por último un cementerio. Confina el térm. Carranza; E. Ribota; S. Ordejon, y O. Burceña: comprende 5 barrios llamados, Villa, Revilla, Palacios, Campos y Quintana. El terreno compuesto de dos partes de alumina y una de magnesia, es de segunda clase para trigo y de mala para los demás frutos: bañan la jurisd. el r. Ordunte y el arroyo denominado de Palacios, cruzando el primero dos puentes de piedra y otros dos el segundo, del mismo material: en la cordillera de la Ordunte hay un monte de grande estension y bien poblado, y una deh. llamada Baucanero, abundante de arbolado. caminos: hay los carreteros que conducen á Ribota, Caniego y Burceña, y el peonil que dirige á Carranza por el poriillo de Breñas, hallándose todos en malisimo estad. correos: la correspondencia se recibe de Villarcayo por balijero, los lunes, jueves y sábados; saliendo los martes, viernes y domingos. prod.: trigo, maiz, cebada, yeros, alholvas, avena, habas, alubias, guisantes y lentejas, y toda especie de frutas; ganado vacuno, yeguar, cabrio, lanar y de cerda; caza mayor y menor y pesca de truchas, barbos, loinas, cangrejos y anguilas. ind: la agricola y un molino harinero en estado de decadencia; fabrícase tambien algo de carbon. El comercio consiste en la estraccion de aquel; ganado yeguar y vacuno y en la importación de vino. pobl.: 19 vec, 71 almas.
(Madoz, 1847, p. 232)

En 2024 la entidad singular de población tenía empadronados 22 habitantes y el núcleo de población 21 habitantes.